# موندراجون
موندراجون، (بالإنجليزية: Mondragone)‏، هي (بلدية) في مقاطعة كازيرتا، في منطقة كامبانيا الإيطالية. تقع على بعد حوالي 45 كيلومترًا (28 ميلًا) شمال غرب نابولي، وحوالي 40 كيلومترًا (25 ميلًا) غرب كازيرتا.

## السكان
في سنة 1861 بلغ عدد السكان 2٬930 نسمة، وتطور العدد ليصل في سنة 2011 لـ 27٬070 نسمة.
يظهر هذا المخطط البياني تطور النمو السكاني لـ موندراجون

## توأمة
لموندراجون اتفاقيات توأمة مع كل من:
- Belváros-Lipótváros [الإنجليزية]‏
- بودابست